# Felsenbirnen-Gebüsch

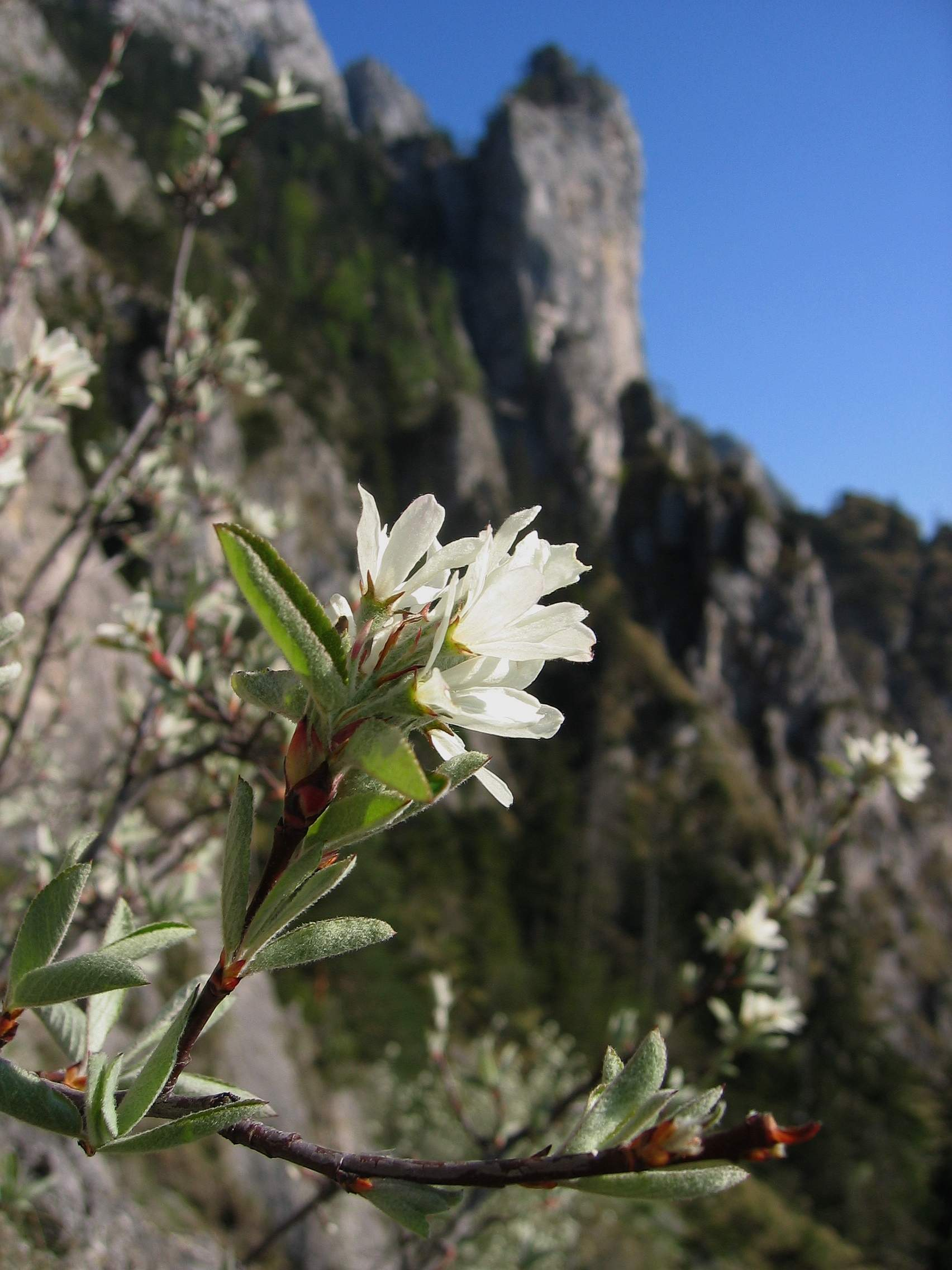
Gewöhnliche Felsenbirne, Traunstein (Oberösterreich)

Das Felsenbirnen-Gebüsch (Cotoneastro-Amelanchieretum Faber ex Th. Müller 1966) ist eine Pflanzengesellschaft im Rang einer Assoziation im Verband der Berberitzengebüsche (Berberidion vulgaris  Br.-Bl. 1950). Dieser Verband gehört zur Ordnung  Hecken und Gebüsche (Prunetalia spinosae Tx. 1952) innerhalb der Klasse Eurosibirische Schlehengebüsche (Rhamno-Prunetea Rivas Goday et Borja Carbonell ex Tx. 1962). Kennarten des Felsenbirnen-Gebüsches sind die
Gewöhnliche Felsenbirne (Amelanchier ovalis) sowie die beiden Cotoneaster-Arten Gewöhnliche Zwergmispel (Cotoneaster integerrimus) und Filz-Steinmispel (Cotoneaster tomentosus). In Mitteleuropa findet man das Gebüsch an steilen Felsen. Typische Vorkommen sind der Rand von Flusstälern.

## Vorkommen
Das lichtbedürftige Felsenbirnen-Gebüsch war früher weiter verbreitet. Vor 4000–6000 Jahren wurde die Gesellschaft im Verlauf der Wiederbewaldung auf die heutigen Standorte gedrängt.
Das Felsenbirnen-Gebüsch besiedelt sonnig gelegene, trocken-warme Felsen mit mäßig sauren silikatischen bis kalkhaltigen Gesteinen. Auf skelettarmen Böden ist das Gebüsch gewöhnlich fehlend. Grund dafür ist wohl die geringe Konkurrenzkraft der langsam wachsenden Jungpflanzen der Felsenbirne gegenüber der Krautschicht. Die Standorte sind gewöhnlich frei von Wald und beschränken sich auf weit hinab reichende Felsspalten. In Mitteleuropa findet man das Gebüsch an steilen Felsen, die oberhalb von beschattenden Baumkronen gelegen sind. Typische Vorkommen sind der Rand von Flusstälern wie Altmühl, Donau, Saale und Werra. In Österreich wurde es vor allem in Vorarlberg, Kärnten und im Gebiet um Salzburg beschrieben. In der Schweiz ist das Felsenbirnen-Gebüsch besonders aus dem Schweizer Jura bekannt. Es wächst dort an treppenartigen felsigen Steilhängen auf kalkreichen Unterlagen und exponierten Felsstirnen.

## Angrenzende Gesellschaften
Ebene Flächen ober- und unterhalb der steilen Felshänge, die vom Felsenbirnen-Gebüsch geprägt sind, zeigen potenziell natürliche Vegetation thermophiler Waldgesellschaften. Sonnige Dolomitfelsen im Kylltal bei Gerolstein beispielsweise entwickeln auf den unteren eher ebenen Flächen Buchenwald und anschließend Spitzahorn-Lindenwald, auf den oberen Ebenen fragmentarischen Feldahorn-Eichenwald, an den sich wiederum ein Buchenwald anschließt. Das Gebüsch selbst ist mosaikartig mit Trockenrasen (Gesellschaften der Verbände des Xero- und Mesobromion), Blaugrashalden (Seslerion albicantis) und Trockenwald-Saum-Gesellschaften (Geranion sanguinei) verknüpft.

## Artenzusammensetzung
Kennarten des Felsenbirnen-Gebüsches sind die namensgebenden Arten Gewöhnliche Felsenbirne (Amelanchier ovalis) sowie die beiden Cotoneaster Gewöhnliche Zwergmispel (Cotoneaster integerrimus) und Filz-Steinmispel (Cotoneaster tomentosus). Letztere tritt nur in Ausbildungen des Gebüschs im Schweizer Jura hinzu. Im Vergleich zu den übrigen Schlehengebüschen (Prunetalia spinosae) fehlen gewöhnlich der Schwarzdorn (Prunus spinosa) wie auch andere bedornte Sträucher, die für Gesellschaften dieser Ordnung typisch sind. Differentialarten sind  Gemeiner Wacholder (Juniperus Communis), Waldkiefer (Pinus sylvestris),  Wohlriechende Weißwurz (Polygonatum odoratum), Schwalbenwurz (Vincetoxicum hirundinaria) und Sippen der Schaf-Schwingel-Gruppe (Festuca ovina agg).
Abhängig von Boden- und Klimavoraussetzungen bilden sich zwei Subassoziationen des Felsenbirnen-Gebüsches heraus. Die Subassoziation deschampsietosum flexuosae findet man eher auf Silikatgestein. Sie zeigt in ihrer Zusammensetzung vermehrt Arten, die (auch) auf sauren Böden wachsen. Typisch hierfür sind u. a. die Drahtschmiele (Deschampsia flexuosa), der Besenginster (Cytisus scoparius), das Rote Straußgras (Agrostis capillaris) und die Eberesche (Sorbus aucuparia). Auf basenreicheren Böden entwickelt sich die Subassoziation rosetosum caninae, die in Deutschland insbesondere vom Kalk-Blaugras (Sesleria caerulea) geprägt ist. Weitere Arten sind Gemeine Esche (Fraxinus excelsior) und auch der Edel-Gamander (Teucrium chamaedrys).
Die Vorkommen im Schweizer Jura unterscheiden sich sowohl in ihrer Artenzusammensetzung als auch hinsichtlich der Kennarten von den anderen beschriebenen Ausprägungen. Zusätzlich zur Gewöhnliche Felsenbirne (Amelanchier ovalis) und
Gewöhnlichen Zwergmispel (Cotoneaster integerrimus) tritt als weitere Kennart die Filz-Steinmispel (Cotoneaster tomentosus) hinzu. Prägend für die dortigen Ausbildungen ist u. a. die Rotblatt-Rose (Rosa glauca), die von Moor als weitere Kennart beschrieben wird sowie die Strauchkronwicke (Hippocrepis emerus). Weitere typische Arten sind Alpen-Kreuzdorn (Rhamnus alpina), Gewöhnliche Berberitze (Berberis vulgaris), Echte Mehlbeere (Sorbus aria), die Vogesen-Mehlbeere (Sorbus mougeotii), und die Steinweichsel (Prunus mahaleb).

## Synsystematik
Das Felsenbirnen-Gebüsch (Cotoneastro-Amelanchieretum Faber ex Th. Müller 1966) ist eine Assoziation im Verband der Berberitzen-Gebüsche (Berberidion vulgaris  Br.-Bl. 1950) der Ordnung  Hecken und Gebüsche (Prunetalia spinosae Tx. 1952) innerhalb der Klasse Eurosibirische Schlehengebüsche (Rhamno-Prunetea Rivas Goday et Borja Carbonell ex Tx. 1962) der Formation X. Gebüsche und Vorwälder, anthropogene Gehölzgesellschaften.
Wissenschaftliche Synonyme sind Cotoneastro integerrimi-Amelanchieretum ovalis Faber (1936) Tx. 1952, Cotoneastro-Amelanchieretum Faber 1936 ex Korneck 1974, Cotoneastro-Amelanchieretum Faber 1936 ex Tx. 1952, Cotoneastro-Amelanchieretum ovalis Faber 1936.
incl. Calluno vulgaris-Amelanchieretum ovalis Rauschert (1969) 1990, incl. Calluno-Amelanchieretum Rauschert 1968, incl. Erysimo crepidifolii-Amelanchieretum ovalis Rauschert (1969) 1990, incl. Erysimo-Amelanchieretum Rauschert (1969) 1990, incl. Junipero communis-Cotoneastretum integerrimi Hofmann 1958, incl. Junipero-Cotoneastretum Hofmann 1958, incl. Lembotropido nigricantis-Cotoneastretum integerrimi (Niemann 1962) Rauschert (1969) in Rauschert et al. 1990, incl. Lembotropido-Cotoneastretum	Rauschert 1968, incl. Lembotropido-Cotoneastretum (Niemann 1962) Rauschert 1990, incl. Roso ellipticae-Cotoneastretum Rauschert 1968, incl. Seslerio variae-Cotoneastretum integerrimi Rauschert (1969) 1990, incl. Seslerio-Cotoneastretum Rauschert (1969) 1990.
Diese Auffassung ist an der Roten Liste gefährdeter Pflanzengesellschaften Deutschlands orientiert. In die Definition wurden zahlreiche Lokalgesellschaften, die aus Ostdeutschland beschrieben wurden, aufgenommen. Es handelt sich hierbei um Gesellschaften, die mit einer oder beiden Kennarten auftreten, wobei diese jedoch nicht als Kennarten charakterisiert worden sind. Teilweise nimmt die Zusammensetzung der Krautschicht dieser Gesellschaften bei den Vegetationsaufnahmen eine relativ große Rolle ein.

## Gefährdung
Das Felsenbirnen-Gebüsch gilt als im Bestand zurückgehend und steht nach der Roten Liste gefährdeter Pflanzengesellschaften Deutschlands auf der Vorwarnliste (Stufe V). Als Ursachen werden Düngung von Wäldern, Wiesen und Äckern, Zerstörung kleinteiliger Sonderstandorte wie Säume oder Feldraine, Standortzerstörung durch den Abbau von Rohstoffen und Abgrabungen genannt. Auch Jagd, Tourismus und sportliche Aktivitäten tragen zur Bestandsminderung bei. Als geeignete Gegenmaßnahmen werden Konzepte, die nur eine angepasste Nutzung vorsehen wie auch Maßnahmen, die jede Nutzung ausschließen, angesehen.

## Belege
1. 1 2 3 4 5 6 7  Heinrich E. Weber: Gebüsche, Hecken, Krautsäume. Ulmer Verlag 2003, ISBN 3-8001-4163-9, S. 100–103.
2. 1 2 3  M.Moor: Das Felsenbirnen-Gebüsch (Cotoneastro-Amelanchieretum), eine natürliche Mantelgesellschaft im Jura in Phytocoenologia Band 6 Heft 1–4 (1979), Seiten 388–402.
3. 1 2  Eintrag Berberidion, Lexikon der Biologie, Spektrum.de, aufgerufen am 29. April 2019.
4. 1 2 3  Bundesamt für Naturschutz: Informationen zu Pflanzengesellschaften: Cotoneastro-Amelanchieretum, abgerufen am 3. Juni 2019.